# Bocenago
Bocenago (im Trentiner Dialekt: Buzänàk oder Bozänàk, deutsch veraltet: Butschenach) ist eine italienische Gemeinde (comune) mit 397 Einwohnern (Stand am 31. Dezember 2023) in der Provinz Trient, Region Trentino-Südtirol. Die Gemeinde liegt etwa 28 Kilometer westnordwestlich von Trient im Rendenatal an der Sarca und gehört zur Talgemeinschaft Comunità delle Giudicarie.

## Verkehr
Am östlichen Rand der Gemeinde führt die Strada Statale 239 di Campiglio von Dimaro nach Tione di Trento entlang.